# Gustavo Luza
Gustavo Luza (* 11. Oktober 1962 in Buenos Aires) ist ein ehemaliger argentinischer Tennisspieler.

## Leben
Luza wurde 1985 Tennisprofi und spielte zunächst auf der ATP Challenger Tour. Im darauf folgenden Jahr stand er an der Seite seines Landsmannes Gustavo Tiberti zweimal im Finale eines Doppelturniers auf der ATP World Tour. Nach einer weiteren Finalteilnahme neben Guillermo Pérez Roldán in Genf gewann er 1989 erstmals einen Doppeltitel auf der ATP World Tour, zusammen mit Christian Miniussi gewann er in Barcelona. Insgesamt konnte er im Lauf seiner Karriere fünf Doppeltitel erringen, weitere vier Mal stand er in einem Doppelfinale. Seine höchste Notierung in der Tennis-Weltrangliste erreichte er 1988 mit Position 319 im Einzel sowie 1990 mit Position 37 im Doppel.
Im Einzel konnte er sich nie für ein Grand-Slam-Turnier qualifizieren. Sein bestes Doppelergebnis war die zweimalige Achtelfinalteilnahme bei den French Open.
Luza spielte zwischen 1989 und 1990 drei Doppelpartien für die argentinische Davis-Cup-Mannschaft. Beim 3:2-Viertelfinalsieg gegen Deutschland 1990 unterlag er an der Seite von Javier Frana im Doppel gegen Eric Jelen und Michael Stich, dies war seine einzige Niederlage.
Nach seinem Rücktritt vom Profisport war er von 2002 bis 2004 Teamchef der argentinischen Davis-Cup-Mannschaft.

## Erfolge
| Legende                       |
| Grand Slam                    |
| Tennis Masters Cup            |
| ATP Masters Series            |
| ATP International Series Gold |
| ATP International Series (5)  |
| ATP Challenger Series (4)     |

### Doppel

#### Turniersiege

##### ATP Tour
| Nr. | Datum              | Turnier   | Belag     | Partner            | Finalgegner                | Ergebnis      |
| --- | ------------------ | --------- | --------- | ------------------ | -------------------------- | ------------- |
| 1.  | 18. September 1989 | Barcelona | Sand      | Christian Miniussi | Sergio Casal Tomáš Šmíd    | 6:3, 6:3      |
| 2.  | 5. Februar 1990    | Guarujá   | Hartplatz | Javier Frana       | Luiz Mattar Cássio Motta   | 7:6, 7:6      |
| 3.  | 21. Mai 1990       | Bologna   | Sand      | Udo Riglewski      | Jérôme Potier Jim Pugh     | 7:6, 4:6, 6:1 |
| 4.  | 29. April 1991     | Madrid    | Sand      | Cássio Motta       | Luiz Mattar Jaime Oncins   | 6:0, 7:5      |
| 5.  | 14. September 1992 | Köln      | Sand      | Christian Miniussi | Ronnie Båthman Libor Pimek | 6:7, 6:0, 6:2 |

##### Challenger Tour
| Nr. | Datum            | Turnier      | Belag | Partner         | Finalgegner                    | Ergebnis |
| --- | ---------------- | ------------ | ----- | --------------- | ------------------------------ | -------- |
| 1.  | 27. Januar 1986  | Viña del Mar | Sand  | Gustavo Tiberti | Craig Campbell Carlos di Laura | 6:1, 6:2 |
| 2.  | 24. März 1986    | Porto Alegre | Sand  | Gustavo Tiberti | Júlio Góes Ney Keller          | 6:3, 6:3 |
| 3.  | 12. Februar 1990 | São Paulo    | Sand  | Javier Frana    | Ricardo Camargo Ivan Kley      | 6:3, 7:6 |
| 4.  | 6. Juli 1992     | Ulm          | Sand  | Daniel Orsanic  | Bruce Derlin Steve Guy         | 6:3, 6:2 |

#### Finalteilnahmen
| Nr. | Datum              | Turnier      | Belag | Partner                | Finalgegner                     | Ergebnis      |
| --- | ------------------ | ------------ | ----- | ---------------------- | ------------------------------- | ------------- |
| 1.  | 8. September 1986  | Genf (1)     | Sand  | Gustavo Tiberti        | Andreas Maurer Jörgen Windahl   | 4:6, 6:3, 4:6 |
| 2.  | 10. November 1986  | Buenos Aires | Sand  | Gustavo Tiberti        | Loïc Courteau Horst Skoff       | 6:3, 4:6, 3:6 |
| 3.  | 19. September 1988 | Genf (2)     | Sand  | Guillermo Pérez Roldán | Mansour Bahrami Tomáš Šmíd      | 4:6, 3:6      |
| 4.  | 27. August 1989    | San Marino   | Sand  | Pablo Albano           | Simone Colombo Claudio Mezzadri | 4:6, 1:6      |